# Mateja Kežman
Mateja Kežman (chirilic: Матеја Кежман; n. 12 aprilie 1979, Belgrad, Iugoslavia, astăzi Serbia) este un fotbalist sârb, care joacă pe post de atacant, pentru clubul South China din Hong-Kong. A jucat pentru echipa națională de fotbal a Serbiei și Muntenegrului.